# Alain Le Saux (artiste)
Pour les articles homonymes, voir Saux (homonymie) et Alain Le Saux.
Alain Le Saux, né le 16 février 1936 à Boulogne-Billancourt et mort le 14 mars 2015 à Créteil,,, est un directeur artistique, auteur jeunesse et illustrateur français.

## Biographie
Alain Le Saux participe avec Gérard Lebovici et Gérard Guégan à a création des éditions Champ libre. Il a aussi été directeur artistique du magazine Lui.
Il se tourne ensuite vers l'illustration de livres pour la jeunesse, au début des années 1980.

### Famille
Il est le frère jumeau de Philippe Corentin.

## Quelques publications
- Totor et Lili chez les moucheurs de nez avec Philippe Corentin
- Comment élever son papa aux éditions Rivages.
- Interdit /Toléré
- Mon copain Max m’a dit qu’il comptait sur son papa pour faire ses devoirs de mathématiques
- La prof m’a dit que je devais absolument repasser mes leçons
- Papa m’a dit que son meilleur ami était un homme-grenouille
- Papa roi, L'École des loisirs, 2000

## Quelques récompenses
- 1994 : "Mention" Prix Graphique enfants de la Foire du livre de jeunesse de Bologne[5] (Italie) pour Petit Musée avec Grégoire Solotareff